# Shellac
Shellac (‘goma laca’, en inglés) fue un grupo musical estadounidense formado por Steve Albini en la guitarra y voz, Todd Trainer en la batería y Bob Weston en el bajo. Aunque han sido calificados como noise rock y math rock, el grupo se autodefine como «un trío de rock minimalista».

## Biografía

### Comienzos,The Rude GestureyUranus(1992-1993)
Shellac fue formado en 1992 en Chicago, como una colaboración informal entre el guitarrista Steve Albini y el baterista Todd Trainer. El ex bajista de Naked Raygun Camilo González estuvo presente brevemente en los primeros ensayos de Shellac, e incluso tocó en una canción, «Rambler Song», del primer EP del grupo, The Rude Gesture: A Pictorial History, antes de que Bob Weston, ex Volcano Suns, lo suplantara en el bajo.
En octubre de 1993, Shellac lanza The Rude Gesture: A Pictorial History, el lanzamiento debut de la banda. El mismo mes se lanza Uranus, otro EP de siete pulgadas. Shellac se da a conocer como una banda abrasiva y minimalista, con ritmos repetitivos y pesados; la guitarra de Albini y su atípica ecualización, el bajo de Weston, frecuentemente distorsionado, y la batería de Trainer, ruidosa y fuerte.

### At Action Park(1994-1998)
Para agosto de 1994, Shellac lanzó un tercer EP siete pulgadas, llamado The Bird is the Most Popular Finger, con dos canciones que serían versiones tempranas de canciones de su posterior lanzamiento y primer álbum, At Action Park. El nombre del sencillo es una parodia al álbum de Six Finger Satellite, The Pigeon Is the Most Popular Bird. Las dos canciones de The Bird is the Most Popular Finger fueron grabadas en el sótano de Todd Trainer, el baterista de la banda.
Un mes después se lanza At Action Park, el primer álbum LP del grupo. Contrario a los rumores, el nombre del álbum no tiene nada que ver con el Action Park de Nueva Jersey, cerrado en 1996 por numerosas fatalidades relacionadas con el parque; el baterista, Todd Trainer, tuvo la idea del nombre del parque ficticio, porque «sonaba bien». Luego de este LP se lanza Live in Tokyo, un CD de la banda tocando en vivo en Japón, y fue lanzado solamente en este país.
Ya en 1995, se lanza «Billiardspielerlied» b/w «Mantel», un sencillo de siete pulgadas. También se lanza «95 Jailbreak», en la compilación 2x7 pulgadas Sides 1-4.
Pasan dos años sin ningún lanzamiento de la banda, hasta que sale a la luz la canción «Rambler Song», en un sencillo compartido con Mule, llamado «The Soul Sound Single». Ese mismo año se lanza en privado The Futurist, un LP entregado a 779 amigos de la banda privadamente. Se rumorea que el grupo no estaba contento con el álbum, y por eso no se lanzó comercialmente.

### Terraform(1998-2000)
Sin embargo, en 1998, se lanza el segundo álbum comercial de Shellac, llamado Terraform. Su carátula presenta unas especies de aeronaves en el espacio exterior.
Pasan otros dos años de inactividad comercial en el grupo, hasta que se lanza su tercer LP, llamado 1000 Hurts.

### 1000 Hurts(2000-2007)
En julio de 2000, se lanza 1000 Hurts, el álbum más exitoso de la banda. En la promoción del álbum la banda bromea: No hay canciones de 12 minutos en este [álbum]. Es más malvado. Todd [Trainer] canta. El álbum contiene «Prayer to God», una de las canciones más exitosas de Shellac.
En 2001, lanzan un sencillo junto a Caesar, colaborando con la canción «Agostino». Después de esto, la banda nuevamente se torna inactiva por unos años, hasta volver a la industria con su álbum de 2007 Excellent Italian Greyhound.

### Excellent Italian Greyhound(2007-actualidad)
En junio de 2007, Shellac vuelve a la industria musical con su cuarto álbum, llamado Excellent Italian Greyhound. El nombre del álbum es una referencia a Uffizi, el perro de Todd Trainer —baterista de Shellac— de raza pequeño lebrel italiano (Italian greyhound en inglés). La carátula del álbum es un dibujo de un perro pequeño lebrel italiano, junto a unas frutas. Alcanzó el #17 en Top Heatseekers, y el #45 en Top Independent Albums.
Desde Excellent Italian Greyhound, Shellac no ha lanzado ningún álbum hasta la fecha.

## Características
Shellac tiene un característico sonido basado en compases y tempos extraños y urgentes, ritmos pesados y repetitivos, un sonido de guitarra agudo y treble, y las letras sarcásticas de Albini. Las canciones generalmente no tienen la típica estructura de estrofa/estribillo/estrofa, presente en la música rock común, al punto de que algunos las llamen amelódicas. Además, la banda prefiere la privacidad de clubes pequeños y bares, a grandes escenarios y conciertos.
Weston, bajista, y Albini, guitarrista y cantante, son ingenieros de sonido, y ambos aplican sus técnicas preferidas para grabar a Shellac. Prefieren una grabación análoga, con poco o incluso sin overdubbing, para conseguir un sonido más «real». También son meticulosos sobre el posicionamiento y el tipo de los micrófonos.
Son algo afamados por su poco común modus operandi. Irse de gira es generalmente usado como una excusa para escaparse de sus trabajos; Albini y Weston trabajan como ingenieros de sonido, y Trainer atiende un bar en Nick and Eddie, en Mineápolis, en contraste con las típicas giras para promocionar un nuevo álbum, o por dinero.
En los inicios de la banda, Shellac diría frecuentemente que todas sus canciones son sobre sus dos temas preferidos: el béisbol y Canadá. Actualmente, las letras de Albini y Weston tocan temas como lo personal y emocional, y actividades diarias. Un ejemplo se encuentra en las dos canciones finales de 1000 Hurts: «Shoe Song» (‘canción del zapato’), de Weston, trata sobre el amor, su realización y las consecuencias que trae, y «Watch Song» (‘canción del reloj’), de Albini, detalla rabia, furia y agresión irracional.

## Discografía
La discografía de Shellac consiste en, hasta la fecha, cuatro álbumes de estudio, tres EP, cuatro sencillos, y dos lanzamientos misceláneos, sumando trece lanzamientos en total. Curiosamente, Shellac enumera sus lanzamientos.

### Álbumes de estudio
- At Action Park (1994, Touch and Go Records) #4
- Terraform (1998, Touch and Go Records) #10
- 1000 Hurts (2000, Touch and Go Records) #11
- Excellent Italian Greyhound (2007, Touch and Go Records) #13

### EP
- The Rude Gesture: A Pictorial History (1993, Touch and Go Records) #1
- Uranus (1993, Touch and Go Records) #2
- The Bird is the Most Popular Finger (1994, Drag City Records) #3

### Sencillos
- «Billiardspielerlied» b/w «Mantel» (1995, Überschall Records) #6
- «95 Jailbreak» (en la compilación Sides 1-4) (1995, Skin Graft Records) #7
- «Rambler Song» (sencillo The Soul Sound Single, junto a Mule) (1997, Touch and Go Records) #8
- «Agostino» (sencillo junto a Caesar) (2001, Barbaraal Records) #12

### Misceláneo
- Live in Tokyo (CD en vivo solo lanzado en Japón) (1994, NUX Organization) #5
- The Futurist (LP entregado a amigos de la banda) (1997, privado) #9